# Jan-Niklas Pietsch
Jan-Niklas Pietsch (* 25. März 1991 in Bad Homburg) ist ein deutscher Eishockeyspieler, der seit 2022 für den SC Riessersee in der Eishockey-Oberliga spielt.

## Karriere
Pietsch begann seine Karriere im Nachwuchs der Roten Teufel Bad Nauheim. Dort durchlief er sämtliche Nachwuchsmannschaften bis zur Jugendmannschaft. Nach einem Jahr in der Jugend, wechselte er zur Saison 2007/08 zu den Jungadlern Mannheim, für deren Juniorenteam er in der Deutschen Nachwuchsliga aktiv war. Bei den Jungadlern kam er in seinem ersten Jahr in 34 Ligapartien auf sieben Punkte. Folglich wurde er für die deutsche U17-Nationalmannschaft nominiert. In der Saison 2008/09 konnte sich Pietsch noch einmal steigern und erzielte im Trikot der Jungadler 29 Punkte in der Hauptrunde und 17 in den anschließenden Play-offs. Im Sommer 2009 statteten ihn die Verantwortlichen der Krefeld Pinguine mit einem Vertrag für den DEL-Klub aus, der ihn bis 2013 an den Verein bindet. Zudem erhielt er eine Förderlizenz für den Oberligisten Herner EV. In der Saison 2010/11 spielte er mit einer Förderlizenz der DEG Metro Stars bei den Moskitos Essen in der Oberliga, ehe er sich im Sommer 2011 dem Zweitligisten ETC Crimmitschau anschloss.
Zwischen Juni 2012 und Saisonende 2013/14 stand er wieder bei seinem Heimatverein unter Vertrag.

## Karrierestatistik
(Legende zur Spielerstatistik: Sp oder GP = absolvierte Spiele; T oder G = erzielte Tore; V oder A = erzielte Assists; Pkt oder Pts = erzielte Scorerpunkte; SM oder PIM = erhaltene Strafminuten; +/− = Plus/Minus-Bilanz; PP = erzielte Überzahltore; SH = erzielte Unterzahltore; GW = erzielte Siegtore; 1 Play-downs/Relegation; Kursiv: Statistik nicht vollständig)